# Leucania intermediatypica
Leucania intermediatypica là một loài bướm đêm trong họ Noctuidae.